# Myromeus gilmouri
Myromeus gilmouri là một loài bọ cánh cứng trong họ Cerambycidae.